# Iba
Iba (igba) é um tom-tom que tem uma superfície de batimento do mesmo diâmetro aproximado como um bongo. Uma iba pode ser tão pequeno quanto 7 polegadas, ou tão alto como 3 pés. Tradicionalmente, os ibas mais profundos sem casca são tocados com a mão, enquanto os tambores mais curtos são tocados com uma vara curva. Em um conjunto desses tambores muitas vezes levam, e são usados para "falar" pelos tocadores falantes. Por martelagem sobre as cunhas de ajuste que ladeiam o perímetro da pele, o tocador aperta a pele do tambor (normalmente feita a partir de antílope) para obter a altura desejada e tom.
O iba (Cilindro-tambor) é um pedaço de madeira oca coberto em uma extremidade com pele de animais presa com prendedores. O artista leva por cima do ombro com a ajuda de uma alça de ombro. O artista produz o som batendo na pele do animal com os dedos ou combinando um conjunto de dedos e um bastão especial. O tambor de cilindro acompanha danças, canções, e cerimônias religiosas seculares, e suas melodias são conhecidas por dar sinais especiais de boas notícias e más notícias.